# Leucotom
Un leucotom o leucotom McKenzie és un instrument quirúrgic utilitzat per a la realització de lobotomies (també conegudes com a leucotomies) i altres formes de psicocirurgia.
Inventat pel neurocirurgià canadenc Dr. Kenneth G. McKenzie a la dècada del 1940, el leucotom té un eix estret que s'insereix al cervell a través d'un forat al crani, i després un pistó a la part posterior del leucotom es deprimeix per estendre un bucle de filferro o una tira de metall al cervell. A continuació, es fa girar el leucotom, tallant un nucli de teixit cerebral. Aquest instrument va ser utilitzat pel neuròleg portuguès, guanyador del premi Nobel, Egas Moniz.
Walter Freeman va introduir un altre instrument quirúrgic diferent també anomenat «leucotom» per utilitzar-lo en la lobotomia transorbital. Modelat a partir d'un punxó de gel, consistia simplement en un eix punxegut. Es passava pel conducte lacrimal sota la parpella i contra la part superior de l'òrbita ocular. S'utilitzava un mall per introduir l'instrument a través de la fina capa d'os i cap al cervell al llarg del pla del pont nasal, a una profunditat de 5 cm. A causa dels incidents de trencament, més tard es va utilitzar un instrument més fort però essencialment idèntic anomenat orbitoclast.

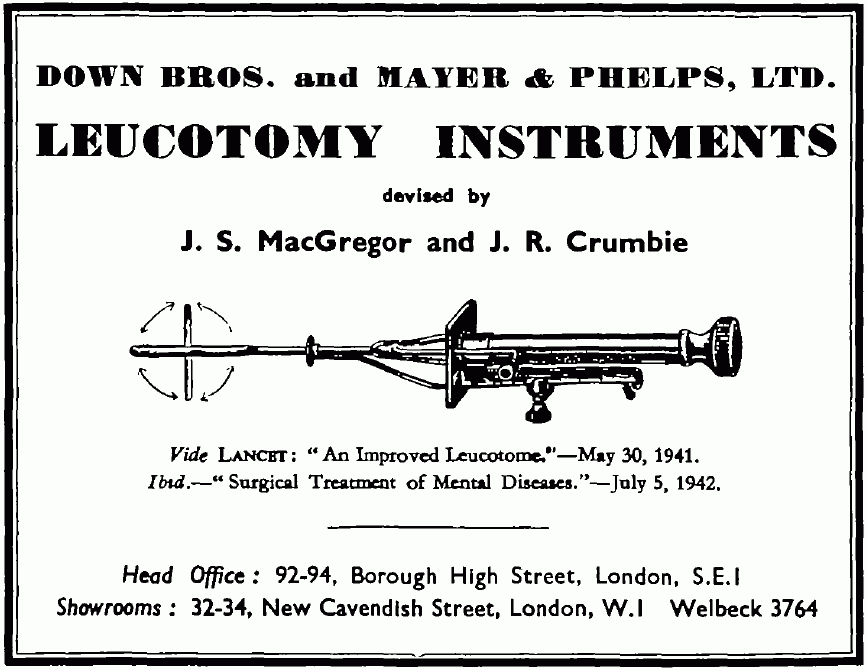
Anunci d'un leucotom a la dècada del 1940

Les lobotomies es van realitzar habitualment des de la dècada del 1930 fins a la dècada de 1960, amb unes quantes fins a la dècada del 1980 a França.